# 김상진 할복 사건
김상진 할복 사건은 1975년 4월 11일 서울대학교 농과대학 학생인 김상진이 유신 철폐를 외치며 칼로 자신의 배를 찌른 후 다음날 사망한 사건이다. 이는 명동민주구국선언의 도화선이 되었다.

## 원인
서울대학교 농과대학 4학년에 재학 중이던 김상진은 1975년 4월 11일 경기도 수원에 있는 서울대 농대생 300명과 함께 모여 성토대회를 가졌다. 박정희 정권에 의해 구속된 학생을 석방하라는 모임이었다.
연사로 나왔던 김상진은 연단에서 양심선언문을 낭독하고 난 다음, 미리 준비한 칼로 자신의 배를 찔러 자살을 기도했다. 바로 참석자가 병원에 연락하여 엠블런스로 후송되었다.
그러나 김상진은 병원으로 옮겨지면서 학우들에게 ‘애국가를 불러달라’고 요구, 학우들의 애국가를 들으며 혼수상태에 빠졌다가 다음날 사망했다.
윤보선은 학우들의 애국가를 들으며 혼수상태에 빠졌던 그는 끝내 돌아오지 않는 민주학생이 되고 말았다며 탄식하였다.

## 평가
윤보선은 김상진에 대해 "김상진 군은 대통령께 드리는 공개장을 유서로 남겼는데, 그 내용이 논리정연하고 위정자의 오류와 잘못을 세련된 문장으로 지적하였다. 결코 감정을 앞세운 글이 아니라 사려깊은 논리와 투철한 민주주의 신념으로 가득찬 애국적 충고문이었다."라고 평가하였다.

## 윤보선 참석 저지
민주회복국민회의에서는 4월 22일 오후 명동성당 문화관에서 김상진의 추도식을 갖기로 했고, 예정대로 열렸다.
4월 22일 윤보선은 김상진 추도식에 참석하려 하였으나 제지당하였다. 윤보선은 명동성당 추도식에 참석하여 민주학생의 명복을 빌어줄 예정이었다. 그런데 그날 아침 경찰관들이 그의 안국동 사저에 모여들더니 윤보선의 바깥 출입을 막았다. 윤보선은 추도식에 참석하지 못하게 불법적으로 연금시킨 것이라고 하였다.

## 관련자
- 김상진
- 윤보선
- 박정희